# Ulrich Keller (Rechtspfleger)
Ulrich Keller (* 1969) ist ein deutscher Hochschullehrer und ehemaliger Rechtspfleger.

## Leben
Seit 2001 Professor für Zivilprozessrecht mit den Schwerpunkten Zwangsvollstreckungsrecht (Mobiliar- und Immobiliarvollstreckung) sowie Insolvenzrecht am Fachbereich Rechtspflege der HWR Berlin. Er ist Autor zahlreicher Fachpublikationen.

## Schwerpunkte in der Lehre
- Insolvenzrecht
- Allgemeines Zwangsvollstreckungsrecht, insbesondere Forderungspfändung
- Insolvenzrecht, Insolvenzverfahrensrecht, Vergütung des Insolvenzverwalters
- Immobiliarvollstreckung, insbesondere Zwangsverwaltungsrecht